# 南崙村
23°40′06″N 120°57′33.5″E / 23.66833°N 120.959306°E
南崙村是新港鄉最北端崙仔村南邊的村落，是嘉義縣新港鄉轄下的行政區。轄區面積約3.471096km2，行政區包含13鄰、計369戶、轄區人口計1115人，為具有觀光藝術特色的聚落。

## 地理
南崙村位於新港北端，過去曾與北崙村合稱為崙仔村。崙仔村地名的由來，是相傳北港溪中的泥沙受到北風吹襲堆積成山丘稱為崙仔因而得名。

## 聚落歷史
南崙村舊地名包括「廍仔」與曾有過糖廍製糖歷史有關。

## 景點
南崙彩繪村：在2014年11月至今由南崙村民自主彩繪創造的街區景觀。

## 教育
由於南崙村並沒有設置學校，所以當地學生多到北崙復興國小就讀。復興國民小學創校於民國五十八年八月一日，前身是古民國民學校崙子分校，是新港鄉六所國小中，最晚成立的， 有四十多年的歷史。

## 文化資源
崙仔代天宮：位於南崙村98號，創立於同治已丑四年，主祀神明為池府千歲，合祀玄天上帝、法主公。